# Bünsdorf
Bünsdorf (in danese Bynstorp) è un comune di 609 abitanti dello Schleswig-Holstein, in Germania.
Appartiene al circondario (Kreis) di Rendsburg-Eckernförde (targa RD) ed è parte della comunità amministrativa (Amt) di Hüttener Berge.